# Karl-Franz Hannong

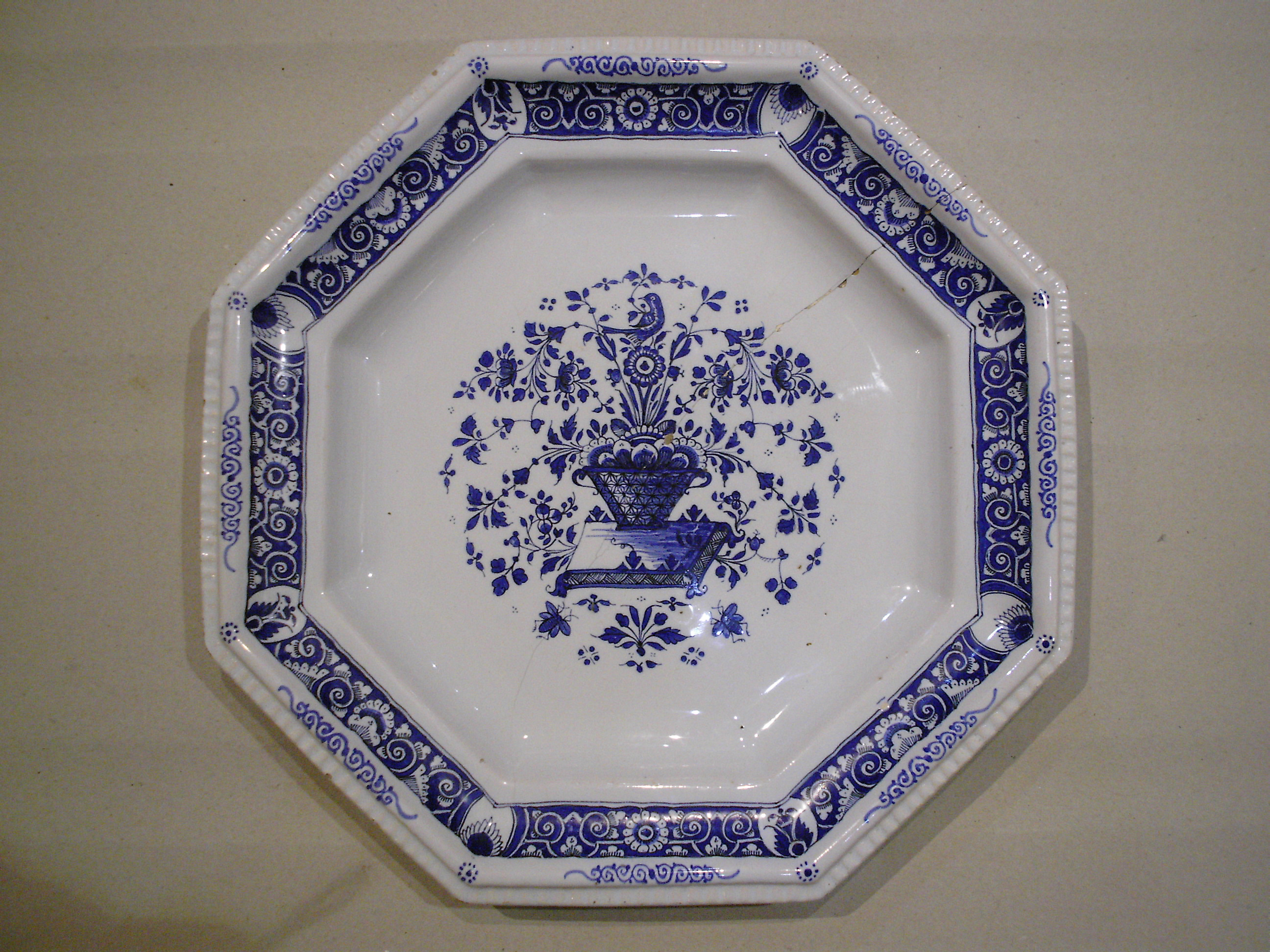
Teller (Karl-Franz Hannong)

Karl-Franz Hannong (auch: Charles-François Hannong, * 1669 in Maastricht; † 24. April 1739 in Straßburg) war ein niederländisch-französischer Keramiker und Unternehmer, der sich zunächst mit der Herstellung von Tonpfeifen und später mit der Fabrikation von Fayencen beschäftigte. Er gründete 1721 die Fayence-Manufaktur Compagnie Strasbourg-Haguenau in Straßburg, die über drei Generationen bis 1784 von Mitgliedern der Familie Hannong geleitet wurde.

## Leben
Hannong war, laut dem Eintrag in das Bürgerbuch der Stadt Straßburg, ein Sohn des Carl Hannong und dessen Frau Petronilla (geborene Joster). Der Eintrag vom 27. August 1710 lautet:

„Carl Frantz Hannong Tabackpfeifenmacher von Mastricht, weiland Herrn Hannong gewesenen offiziers hinterlassener Sohn und seine Frau Anna Nicke, weiland Johann Nicke gewesenen Tabackpfeifenmachers zu Cölln hinterlassener Tochter erkaufen das Bürgerrecht pro 6 Goldgulden 16 schilling. Bringen 7 Kinder mit. Wird bei einer ehrsamen Zunft der Mauerer dienen“

Er wanderte aus den Niederlanden nach Köln ein, wo er die Tochter des dort ansässigen Pfeifenmachers heiratete. Zwei ihrer Söhne ergriffen ebenfalls den Beruf des Vaters: Paul Anton (um 1700/01–1760) und Balthasar (vermutlich 1705–1766).
Um das Jahr 1700 lebte die Familie in Mainz, von wo aus Hannong 1709 nach Straßburg weiterzog. Hier gründete er im selben Jahr eine Pfeifenfabrik in der Stampfgasse, erwarb das Bürgerrecht und trat der Zunft der Maurer bei. 1721 gründete er zusammen mit dem Fayencemaler Johann Heinrich Wachenfeld, der ursprünglich aus Wolfhagen stammte und sein Handwerk in Ansbach gelernt hatte, eine Fayencefabrik. Wachenfeld hatte Unterstützung in der Stadt erhalten, da er vorgab, im Besitz des sogenannten Arkanums, also des Wissen, wie man echtes Porzellan herstellen könne, zu sein, hatte dann aber Schwierigkeiten beim Brand der Stücke gezeigt, da er vermutlich Porzellanmaler in Meißen gewesen war, und somit in den streng arbeitsteiligen Produktionsstätten gar nicht das notwendige Wissen hatte erlangt haben können. Die Zusammenarbeit mit Hannong hingegen brachte die Fayenceherstellung in Gang. Wachenfeld verließ 1723 Straßburg und ging nach Durlach, wo er eine eigene Fabrik eröffnete. Hannong arbeitete nun mit vier Gesellen, pachtete bald darauf von der Stadt die Glasurmühle und gründete im folgenden Jahr 1724 eine weitere Fayence-Manufaktur in Hagenau, die er zusammen mit der Straßburger Niederlassung 1730 an seine Söhne übergab. 1732 zog er sich endgültig aus dem Geschäftsleben zurück.
1729 war Hannong, obwohl kein gebürtiger Straßburger, nachdem er bereits verschiedene Male innerhalb seiner Zunft als Schöffe berufen worden war, in den Kleinen Rat der Stadt gewählt worden.